# Mas Bellsolà
El Mas Bellsolà és una masia del municipi de Besalú (Garrotxa). Can Bellsolà és el centre d'un conjunt d'edificacions entre les quals destaquen una immensa pallissa amb dues grans arcades, una bòbila i nombroses cabanes. Està situada a pocs quilòmetres del nucli urbà de Besalú, en direcció a Figueres. Forma part de l'Inventari del Patrimoni Arquitectònic de Catalunya.

## Descripció
És de planta quadrada i ampli teulat a quatre aigües, sostingut per un gran nombre de mènsules llises. Disposa de baixos, destinats a celler, rebost i altres dependències domèstiques; pis habitatge o planta noble, organitzada a partir d'una àmplia sala de convit de la qual parteixen nombroses portes que menen a les cambres; pel costat de migdia té una àmplia eixida sostinguda per tres grans arcades que no arriben a ser de punt rodó. El pis superior té tres senzills balcons sostingut per cinc mènsules mancades d'ornamentació. Els paraments d'aquesta noble masia foren estucats, remarcant els cantoners i les obertures a manera de carreus.